# Саэнс, Хайме
Хайме Саэнс Гусман (Саенс, исп. Jaime Sáenz Guzmán; 8 октября 1921 — 16 августа 1986) — боливийский писатель
, поэт, драматург, журналист, эссеист, иллюстратор и педагог, наиболее известный своими повествовательными и поэтическими произведениями. Его поэзия, хотя и настолько индивидуальна, что с трудом поддаётся классификации, имеет некоторое сходство с сюрреалистической литературой.
Он родился, жил и умер в городе Ла-Пас, который навсегда стал фоном для его произведений. Он признан одним из важнейших авторов боливийской литературы, поскольку его жизнь и творчество оказали значительное влияние на боливийскую культуру XX века. Его творчеству посвящен ряд научных исследований, а также переводов на английский, итальянский и немецкий языки.
На протяжении всей своей жизни Саенс боролся с алкоголизмом, о чём он часто писал в своих стихах. Соответственно, его часто называют poète maudit («проклятым поэтом»). Саенс был открыто бисексуален.

## Биография
Саенс родился 8 октября 1921 года в Ла-Пасе, Боливия. Его отцом былподполковник боливийской армии Хенаро Саенс Риверо, а матерью — Грасиела Гусман Лазарте. Его гуманистические и художественные взгляды начали формироваться в школе Муньос в Ла-Пасе, куда он поступил в 1926 году, и Американском институте Ла-Паса, который окончил в 1937 году.
В 1938 году он отправился в Германию с несколькими однокурсниками и курсантами Военного училища Боливии. Эта поездка в Европу существенно повлияла на направление его творчества, поскольку на него оказали сильное влияние труды философов Гегеля, Артура Шопенгауэра, Мартина Хайдеггера и писателей Томаса Манна, Уильяма Блейка и Франца Кафки. Что касается музыкальных вкусов, Саэнсу нравились Рихард Вагнер и Антон Брукнер.
В 1939 году он вернулся на родину и в 1941 году начал работать в Министерстве обороны, а затем в Министерстве финансов Боливии. В 1942 году он присоединился к Информационной службе США (USIS) при посольстве в Ла-Пасе. Два года спустя он женился на гражданке Германии Эрике Кезеберг, а в 1947 году у них родилась дочь по имени Журлен. В 1948 году из-за рецидивов алкоголизма у Саэнса Эрика покинула его и вернулась в Германию с дочерью.
В 1944 году вышел первый выпуск его журнала Cornamusa. В 1952 году он оставил работу в USIS. В 1955 году он издал «Скальпель» (El escalpelo), а в 1957 году — «Смерть от прикосновения» (Muerte por el tacto). Затем последовали «Годовщина видения» (Aniversario de una visión, 1960), «Глубокий посетитель» (Visitante profundo, 1964) и первый выпуск его журнала Vertical (1965). В 1967 году он опубликовал «Холод» (El frío), а в галерее Arca были выставлены его иллюстрации черепов. В 2002 году его избранные стихотворения были опубликованы в двуязычном издании «Immanent Visitor» издательством Калифорнийского университета; а в 2007 году издательство Принстонского университета опубликовало двуязычный том «The Night» (в обоих случаях перевод Форреста Гандера и Кента Джонсона).

### Преподавание
В 1970 году он получил должность профессора боливийской литературы, защитив диссертацию об Альсидесе Аргедасе в Высшем университете Сан-Андрес (UMSA) в Ла-Пасе. В 1974 году он поставил театральную пьесу «Вечер пятницы» (La noche del viernes) и либретто к своей опере «Заблудившийся странник» (Perdido viajero).
При поддержке коллег и по приглашению некоторых студентов в 1978 году Саенс открыл поэтическую мастерскую в литературной программе UMSA. В том же году он опубликовал «Фотографии из Ла-Паса» (Imágenes paceñas).
Его необычный рабочий график (он спал днем и бодрствовал ночью) привлекал многих, особенно среди молодёжи. Знаменитая «Мастерская Круппа», где Саэнс устраивал ночные встречи маргиналов и бунтарей, преобразилась в учреждение, где велась работа над литературными журналами, играли в кости, вели беседы о Миларепе и читали лекции о поэзии. Как итог, почти все представители боливийской литературы, музыки или современного искусства того времени испытали его влияние.

### Алкоголизм и смерть
Жизнь и творчество Саэнса пронзала навязчивая идею понять жизнь и смерть как единство. Его очарованность смертью, как он сам сообщает в своей самой автобиографической книге «La piedra imán» (1989), в юности приводила его к такому экстравагантному занятию, как регулярное посещение морга для созерцания мёртвых. Саенс утверждал, что достиг истинной жизни (La Verdadera Vida), которая также является доступом к трансцендентному сознанию, к которому он стремился.
Влияние алкоголя подробно рассматривается в двух его известнейших произведениях: сборнике стихотворений «Ночь» (La noche, 1984) и 700-страничном романе «Фелипе Дельгадо» (Felipe Delgado, 1979). Саенс неоднократно отрицал, что эта книга о юном повесе, промотавшем и пропившем наследство отца (и таинственно исчезнувшем накануне Чакской войны), носит автобиографический характер, но в ней нельзя не увидеть некоторые аспекты его личной жизни, особенно периода его алкогольной зависимости.
В 1967 году он тесно подружился с доктором Карлосом Альфредо Риверой, который запретил ему пить. Саенс пытался следовать этому, но сорвался из-за двух приступов белой горячки. Однако в итоге добровольный отказ Саенса от алкоголя стал одним из величайших достижений в его жизни. Годы, когда он воздерживался от спиртного, были периодом его наибольшей продуктивности. За исключением отдельных рецидивов (один из них в 1980 году поставил его на грань смерти, что послужило источником вдохновения для сборника «Ночь»), Саэнс не возвращался к алкоголю вплоть до своей смерти в Ла-Пасе 16 августа 1986 года в окружении самых близких друзей и коллег. На следующий день его похоронили на городском кладбище.

## Сочинения

### Сборники поэзии
- (1955) El escalpelo[3]
- (1957) Cuatro poemas para mi madre[4]
- (1957) Muerte por el tacto[5]
- (1960) Aniversario de una visión[6]
- (1964) Visitante profundo[7]
- (1967) El frío[8]
- (1973) Recorrer esta distancia (антология)[9]
- (1978) Bruckner[10]
- (1978) Las tinieblas[11]
- (1982) Al pasar un cometa[12]
- (1984) La noche[13]

### Рассказы
- (1972) El aparapita de La Paz[14]
- (1979) Imágenes paceñas[15]
- (1985) Los cuartos[16]
- (1986) Vidas y Muertes (посмертно)[17]
- (1989) La piedra imán (посмертно)[18]
- (1996) Obras inéditas (посмертный сборник)[19]
  - Carta de amor[20]
  - Santiago de Machaca[21]
  - El señor Balboa[22]
- (2009) Tocnolencias (посмертно)[23]

### Романы
- (1979) Felipe Delgado[24]
- (1991) Los papeles de Narciso Lima-Achá[25]

### Театр
- (2005) Obra dramática (посмертный сборник)[26]
  - La máscara[27]
  - Perdido viajero[28]
  - La noche del viernes[29]

#### Сборники работ Саэнса
Стоит отметить, что Саенс никогда не переиздавал свои собственные произведения. Эти сборники были составлены и опубликованы без какой-либо связи с самим Саэнсом.
- (1975) Plural Editores, Obra poética[30]
- (2000) Café y mosquitero[31]
- (2004) Recorrer esta distancia: Antología poética[32]
- (2005) La bodega de Jaime Sáenz[33]
- (2007) El escalpelo; Aniversario de una visión; Visitante profundo; El frío[34]
- (2008) Prosa breve[35]
- (2011) La crítica y el poeta[36]
- (2015) Poesía reunida[37]